# 유신 (갱알후)
유신(劉信, ? ~ ?)은 전한 초기의 제후로, 고제의 형 유백의 아들이다.

## 행적
고제를 따라 종군하였고, 반란을 일으킨 한왕 신을 치고 낭중장(郞中將)에 임명되었다.
앞서 고제는 한량이었을 때, 때때로 빈객들을 데리고 형 유백의 집에 들렀었다. 평소 고제를 미워하였던 유백의 아내 즉 유방의 형수는 어느 날 일부러 솥을 긁는 소리를 내어 집에 음식이 없는 척하였고, 소리를 들은 빈객들은 자리를 떴다. 나중에 고제가 국이 담긴 솥을 열어 보니, 국이 들어 있었다. 전한을 건국한 고제는 친족들에게 작위를 내려주었으나, 형수가 자신에게 했던 일을 기억하여 유신에게만은 아무것도 해주지 않았다. 태상황이 이를 상기시키니, 고제는 유신을 갱알후(羹頡侯)에 봉하였다. '갱알'은 국그릇을 긁는다는 뜻으로, 결국 형수의 행태를 비꼰 것이었다.
고제 7년(기원전 201년) 10월의 일이었다.
고후 원년(기원전 187년), 유신은 죄를 지어 관내후로 강등되었다.

## 갱갈후(羹颉侯)
유신이 한 고조로부터 받은 갱갈(羹颉)이라는 작호에 대해서, 흔히 유신의 어머니로 유방의 형 유백의 아내 즉 유방의 형수에게 젊은 시절 당했던 설움에 대한 유방의 복수라고 해석되곤 한다. 갱힐이란 '국솥 바닥을 긁는다'는 뜻으로 유방이 젊어서 자주 빈객들을 데리고 유백의 집에서 모이곤 하였는데, 평소 유방이 일도 하지 않고 바깥에 나다니며 말썽만 일으키는 까닭에 그를 미워했던 형수는 일부러 솥 긁는 소리를 내어 집에 빈객들에게 대접할 국이 다 떨어졌다고 대놓고 드러내 보여 빈객들이 눈치가 보여 자리를 파하곤 하였고(물론 유방이 나중에 확인해 보면 실제로는 국이 남아 있었다) 이를 잊지 않고 있던 유방이 형수의 아들에게 '갱힐후'(즉 '국솥 바닥 긁는 제후'라는 뜻)라는 다분히 모욕적인 작호를 주어서 그때 느낀 수치심에 대한 복수를 하였다는 것이다. 사마정 역시 갱힐은 현읍의 이름이 아니라고 하였다.
다만 이에 대해서는 갱힐이라는 지명이 있었기 때문에 갱힐후라는 작호를 준 것이지 형수에 대한 원망 같은 것은 아니었다고 하는 반론도 있어 왔다. 당대 《사기정의》를 편찬한 장수절(张守节)은 《사기》 및 사마정의 의견과 마찬가지로 형수에 대한 원한 때문에 갱힐후라는 작호를 준 것이라고 하면서도 '갱힐'은 갱힐산(羹颉山)이라는 지명에서 따온 것이라고 하였는데 장수절의 주장에 대해 왕준관(王骏观)은 갱힐은 지명이 아닌 봉호이고 한 왕조는 산천의 이름을 따서 봉호를 짓지 않았으며 장수절의 말은 그냥 가져다 붙인 것이라고 하였다. 최적(崔適)은 도리어 갱힐산이라는 지명이 갱힐후라는 봉호(封號) 때문에 붙여진 이름이라고 보았다.

## 출전
- 사마천, 《사기》 권18 고조공신후자연표·권50 초원왕세가
- 반고, 《한서》 권15상 왕자후표 上·권36 초원왕전